# بوليو (أورن)
بوليو هي بلدية في أورن في شمال غرب فرنسا.